# Wagner-Gesamtausgabe
Die Wagner-Gesamtausgabe macht zum ersten Mal das gesamte musikalische Schaffen des Komponisten Richard Wagner in zuverlässigen Ausgaben zugänglich. Sie erscheint im Verlag Schott in Mainz. Der erste Band mit den Klavierwerken Wagners (Band 19) wurde 1970 von Carl Dahlhaus herausgegeben. Von 2003 bis 2010 wurde die Arbeitsstelle von Klaus Döge geleitet. Sein Nachfolger wurde Egon Voss.

## Inhalt
Die Ausgabe ist in zwei Reihen gegliedert. Reihe A umfasst die Notenbände mit Kritischem Bericht im Anhang, Reihe B die Dokumentenbände zu den einzelnen Werken. Die einzelnen Bände enthalten folgende Werke:
- Band 1: Die Feen
- Band 2: Das Liebesverbot oder Die Novize von Palermo
- Band 3: Rienzi, der Letzte der Tribunen
- Band 4: Der fliegende Holländer (2 Fassungen)
- Band 5: Tannhäuser und der Sängerkrieg auf Wartburg (1. Fassung von 1845)
- Band 6: Tannhäuser und der Sängerkrieg auf Wartburg (2. Fassung von 1861 in Französische, 3. Fassung von 1875)
- Band 7: Lohengrin
- Band 8: Tristan und Isolde
- Band 9: Die Meistersinger von Nürnberg
- Band 10: Das Rheingold
- Band 11: Die Walküre
- Band 12: Siegfried
- Band 13: Götterdämmerung
- Band 14: Parsifal
- Band 15: Kompositionen für das Theater
- Band 16: Chorwerke
- Band 17: Klavierlieder
- Band 18: Orchesterwerke
- Band 19: Klavierwerke
- Band 20: Opernbearbeitungen
- Band 21: Supplement

## Finanzierung
Die Editionsarbeiten werden gefördert durch die Union der deutschen Akademien der Wissenschaften, vertreten durch die Akademie der Wissenschaften und der Literatur in Mainz,
aus Mitteln des Bundesministeriums für Bildung und Forschung in Bonn, und des Bayerischen Staatsministeriums für Wissenschaft, Forschung und Kunst in München.